# Miyoko Hida
Miyoko Hida (肥田 美代子, Hida Miyoko) est une autrice de littérature d'enfance et de jeunesse et femme politique japonaise née le 1er mars 1941, représentant la préfecture d'Osaka à la Chambre des conseilleurs du Japon, puis à la Chambre des représentants du Japon, tout d'abord pour le Parti socialiste japonais, puis pour le Parti démocrate du Japon.

## Jeunesse, études et carrière pré-électorale
Hida naît le 1er mars 1941 à Osaka, dans la préfecture du même nom. Elle obtient son diplôme du lycée à Osaka, avant de poursuivre son cursus à l'université pharmaceutique d'Osaka (ja). Sensibilisée aux problématiques liées à l'enfance par son métier, elle commence à écrire des contes de fée et des histoires illustrées pour enfants après avoir assisté à une conférence sur le sujet,. Ses premiers livres sont publiés dix ans plus tard.

## Carrière électorale
Miyoko Hida commence sa carrière politique en 1989, inspirée par Takako Doi, alors qu'elle se présente aux élections à la Chambre des conseillers du Japon de la même année (en), sous l'investiture du Parti socialiste japonais. Elle est par la suite élue dans la circonscription proportionnelle, et fait son entrée à la Diète du Japon. 
En 1990, touchée par le Sommet mondial pour l'enfance (en) organisé par les Nations unies, elle propose la création d'un Ministère de l'Enfance au Japon, proposition refusée par le Parti libéral-démocrate au pouvoir. Choquée par le manque de considération des politiciens japonais à l'égard des enfants dans le pays, et du fait de son bagage professionnel, elle décide de s'impliquer dans ces questions liées à l'enfance.
Hida rejoint le Parti démocrate du Japon à sa formation en 1996, et est candidate aux élections législatives japonaises de la même année, dans la dixième circonscription de la préfecture d'Osaka. Bien qu'elle ne parvienne pas à être élue dans cette circonscription, elle fait son entrée à la Chambre des représentants grâce à la relance proportionnelle. Elle conserve son poste de la même manière lors des élections législatives japonaises de 2000. Lors des élections législatives japonaises de 2003, elle parvient enfin à remporter l'élection de la dixième circonscription d'Osaka, battant le représentant du PLD sortant Kenta Matsunami.
En 2005, lors des élections législatives de la même année, elle est candidate à sa réélection, mais ne perd finalement son siège, sans bénéficier de la relance proportionnelle, et prend sa retraite politique.

## Carrière post électorale
En 2007, Hida crée la « Fondation pour la défense des lettres et de la culture imprimée », dont elle prend la présidence,. Elle tente ainsi de promouvoir la culture de la lecture aux enfants à travers de Japon, de soutenir le maintien de l'industrie de l'impression, ainsi que de favoriser la création de bibliothèques dans les zones rurales. En 2020, elle est nommée secrétaire générale du « Conseil de l'apprentissage de l'impression », une commission gouvernementale crée spécifiquement pour valoriser le patrimoine culturel de l'impression japonaise. Elle continue également à écrire des livres pour enfants.
En parallèle, Hida est également professeur de lettres à l'université pour femmes Osaka Shōin (en).
Pour ses différents travaux concernant la lecture et la jeunesse, Hida reçoit la médaille de l'ordre du Soleil levant de troisième classe.

## Prises de position
Hida porte une attention particulière sur les questions liées à l'éducation au Japon, ainsi qu'à la lutte contre l'analphabétisme et les problématiques liées au bonheur infantile. Elle contribue ainsi en 2000 à l'ouverture de la bibliothèque de la Diète du Japon aux mineurs, et au développement de cette dernière pour qu'elle accueille des livres prévus pour tous les âges. Elle contribue également à la promulgation de plusieurs lois visant à promouvoir la lecture et l'édition de livres pour enfants lors de son passage à la Diète. Hida déclare également à plusieurs reprises vouloir faire du Japon un « pays où les mots brillent »,.
Hida croit également dans l'importance d'une politique bipartisane, allant régulièrement chercher, alors qu'elle est dans l'opposition, des soutiens sur les bancs du parti libéral-démocrate, au pouvoir, pour promulguer ses lois.